# Skin (cortometraje)
Skin es un cortometraje dramático de 2018, dirigido por el israelí Guy Nattiv. Ganó el premio al Mejor cortometraje en los 91 edición de los Premios Óscar. La película de Nattiv, Skin, también lanzada en 2018, no está relacionada con esta película, aunque comparten la temática principal: el racismo.

## Sinopsis
Tras pasar una jornada disparando armas en un lago, Jeffrey, Christa y su hijo Troy, una familia de supremacistas blancos, se detienen en un supermercado al volver a casa. Al pasar por caja Troy intercambia unas miradas agradables y sonrisas con Jaydee, un afroamericano. Esto enfurece a Jeffrey quien, junto a unos amigos, le dan una brutal paliza a Jaydee en el aparcamiento, delante de su indefensa familia.

## Reparto
- Jonathan Tucker: Johnny Aldd
- Jackson Robert Scott: Troy
- Danielle Macdonald: Christa
- Ashley Tomas: Jeffrey

## Producción
El guion fue escrito por Nativ junto a su compatriota Sharon Maymon.